# 圣乔治-德莱佩蒂凯
圣乔治-德莱佩蒂凯（義大利語：San Giorgio delle Pertiche）是意大利威尼托大区帕多瓦省的一个市镇。总面积18.8平方公里，人口9893人，人口密度526.2人/平方公里（2009年）。国家统计（ISTAT）代码为028075。